# Gabriele Picco
Gabriele Picco (Brescia, 22 agosto 1974) è un artista e scrittore italiano.

## Biografia
Nato a Brescia nel 1974, è laureato in Storia dell'arte all'Università degli Studi di Milano. Artista visivo e scrittore, ha esposto disegni, dipinti e sculture in spazi privati e Musei in Italia e all'estero.

### Letteratura
Ha pubblicato i romanzi Aureole in cerca di santi, con Ponte alle Grazie (2002), e Cosa ti cade dagli occhi, con Mondadori (2010), tradotto in spagnolo per la Spagna e Sud America (Seix Barral), in portoghese (Contraponto) e in Catalano (Columna), nonché vincitore del Premio Viadana giovani 2011. Nel 2021 ha pubblicato la graphic novel New York era piena di zigomi (Postmediabooks). Ha pubblicato i racconti Il premio Nobel del silenzio (La Lettura del Corriere della Sera), Incontro al mondo (Fernandel) e L'albero genealogico dell'acqua (raccolta di mini racconti, edita da Doppiozero).

### Arte
Scultore, disegnatore e pittore, vanta alcuni disegni nella collezione del MoMA di New York. Altre opere sono state acquisite dalla Robert Lehman Foundation (Stati Uniti) e dalla Montblanc collection (Amburgo).
Ha vinto diversi premi e borse di studio tra i quali il Premio New York con il Ministero degli affari esteri, il Premio Michetti, il Premio Francesca Alinovi (oggi Premio Alinovi Daolio). 
Finalista al premio Guarene (Fondazione Re Rebaudengo 2001)
Recensioni, articoli, interviste e interventi sono apparsi su importanti riviste di settore e quotidiani nazionali tra i quali Flash Art, Tema celeste, Flash Art international, Mousse, Segno, Inside Art, Arte Mondadori, Corriere della Sera, La Repubblica.